# Bokförlaget Mormor
Bokförlaget Mormor är ett svenskt bokförlag, grundat 2005 av grafikern Håkan Olsson. Förlaget har utgivit titlar av bland andra Kjell Höglund, Anneli Jordahl, Agneta Klingspor och Marianne Lindberg De Geer.